# Liste der Biografien/Leij
Liste der Biografien |
Portal Biografien |
Personensuche
# |
A |
B |
C |
D |
E |
F |
G |
H |
I |
J |
K |
L |
M |
N |
O |
P |
Q |
R |
S |
T |
U |
V |
W |
X |
Y |
Z |
?
 
La |
Lb |
Lc |
Le |
Lg |
Lh |
Li |
Lj |
Ll |
Lm |
Lo |
Lp |
Lt |
Lu |
Lv |
Lw |
Lx |
Ly |
Lz
 
Lea |
Leb |
Lec |
Led |
Lee |
Lef |
Leg |
Leh |
Lei |
Lej |
Lek |
Lel |
Lem |
Len |
Leo |
Lep |
Leq |
Ler |
Les |
Let |
Leu |
Lev |
Lew |
Lex |
Ley |
Lez
 
Leia |
Leib |
Leic |
Leid |
Leie |
Leif |
Leig |
Leih |
Leij |
Leik |
Leil |
Leim |
Lein |
Leip |
Leir |
Leis |
Leit |
Leiu |
Leiv |
Leiw |
Leix |
Leiz
Die Liste der Biografien führt alle Personen auf, die in der deutschsprachigen Wikipedia einen Artikel haben. Dieses ist eine Teilliste mit 15 Einträgen von Personen, deren Namen mit den Buchstaben „Leij“ beginnt.

## Leij
- Leij, Gerrit bij de (* 1980), niederländischer Snookerspieler

### Leija
- Leija, Jesse James (* 1966), US-amerikanischer Boxer im Superfedergewicht

### Leijd
- Leijden, Miel van (1885–1949), niederländischer Fußballspieler

### Leije
- Leijen, Joost van (* 1984), niederländischer Radrennfahrer
- Leijer, Adrian (* 1986), australischer Fußballspieler
- Leijer, Anna Clasina (1860–1916), niederländische Fotografin
- Leijerstam, Maria (* 1978), britische Abenteurerin und Extremsportlerin

### Leijn
- Leijnse, Enzo (* 2001), niederländischer Radsportler

### Leijo
- Leijon, Anna-Greta (1939–2024), schwedische Politikerin (SAP), Ministerin
- Leijonborg, Lars (* 1949), schwedischer Politiker (Liberalerna), Mitglied des Riksdag
- Leijonhufvud, Axel (1933–2022), schwedischer Wirtschaftswissenschaftler
- Leijonhufvud, Johan (* 1971), schwedischer Jazzmusiker (Gitarre, Komposition)
- Leijonhufvud, Märta Eriksdotter (1520–1584), schwedische Adlige

### Leijt
- Leijten, Renske (* 1979), niederländische Politikerin
- Leijtens, Hans (* 1963), niederländischer Polizeioffizier, Exekutivdirektor von FrontexHans Leijtens (* 1963)

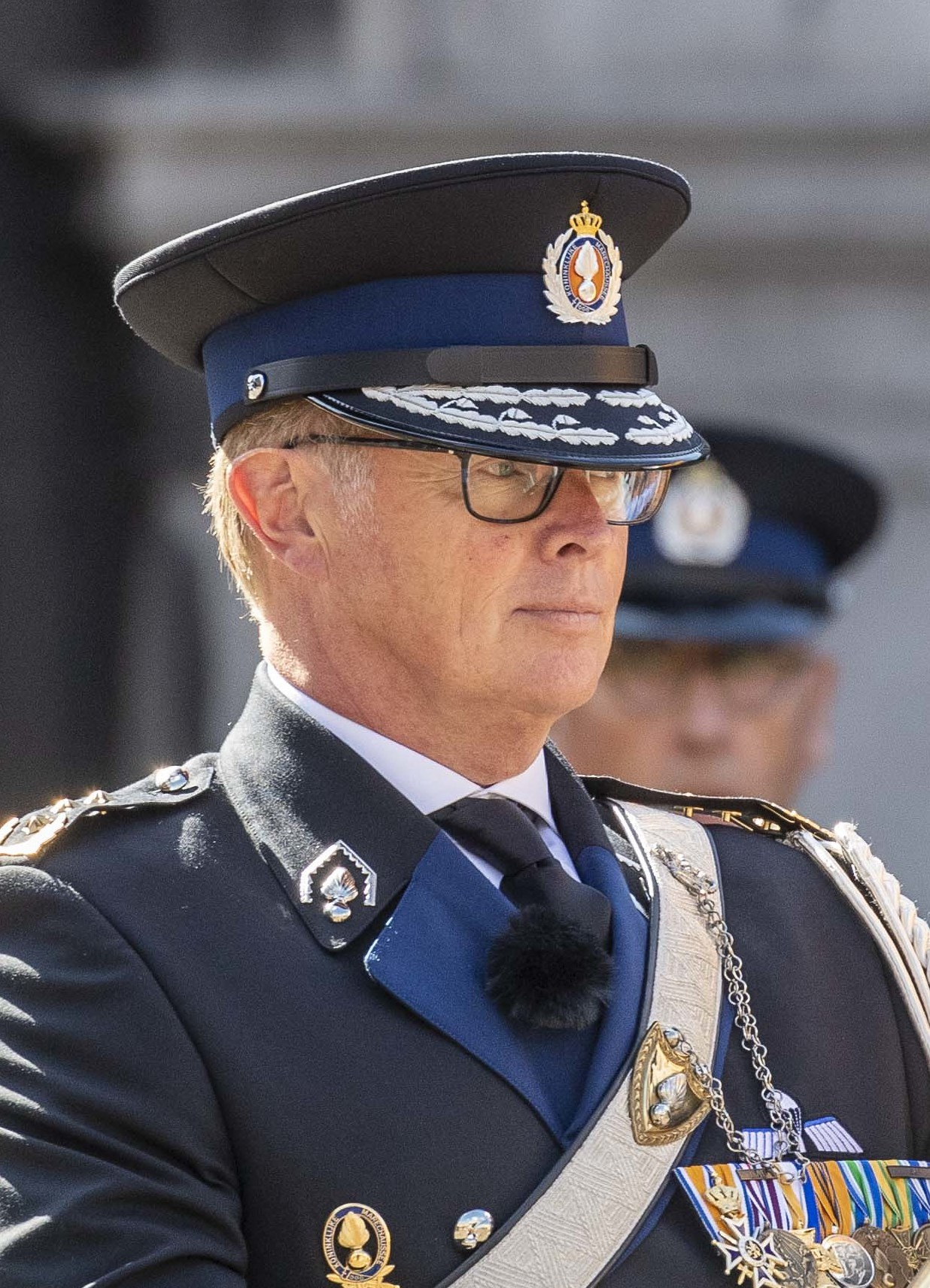
Hans Leijtens (* 1963)